# Henry Lerolle
Henry Lerolle (París, 3 de octubre de 1848 - París, 22 de abril de 1929) fue un pintor y mecenas francés. Sus primeros trabajos fueron exhibidos en el Salón de París en 1868, 1885 y 1895. En 1889 pintó La Coronación de la Ciencia y La Enseñanza de las Ciencias en el Hôtel de Ville, de París. Pintó La huida a Egipto de la Sorbona, y también trabajó en la Schola Cantorum, y la iglesia de St. Martin-des-Champs, ambos sitios en París.
Sus pinturas se exhiben en los museos más importantes, incluyendo el Museo Metropolitano de Arte, el Museo de Bellas Artes (Boston), el Museo de Orsay y el Museo de Bellas Artes de San Francisco.